# Belgische strip

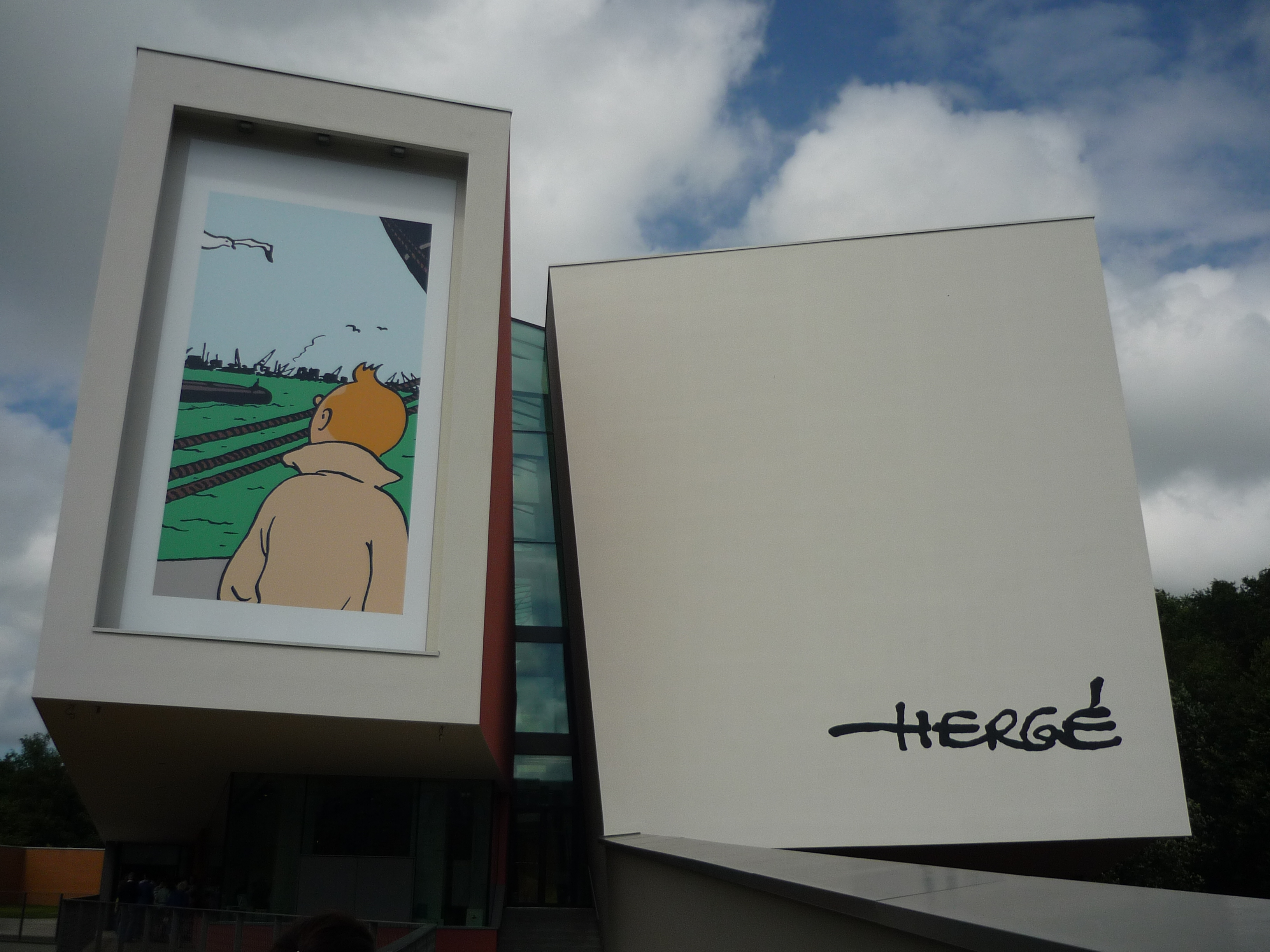
Hergé-museum

De Belgische strip is het geheel van beeldverhalen gemaakt door Belgische auteurs en beeldverhalen bestemd voor Belgische markt. België was jarenlang de draaischijf van de Europese strip en lag aan de basis van de huidige hegemonie van de Franse strip in Europa. Het ging om de Franstalige Belgische strip. Slechts enkele Vlaamse stripauteurs zijn er in geslaagd internationaal door te breken, terwijl namen als Hergé, Franquin, Peyo, Jijé en Tillieux internationale faam genieten. Van Morris, William Vance of Griffo weet het grote publiek vaak zelfs niet dat het gaat om Vlamingen. 
In de gevallen van de stripbladen Robbedoes / Spirou en Kuifje / Tintin waren beide landsdelen op elkaar afgestemd, maar voor de rest gaat het vaak om aparte stripscènes. De strip in Vlaanderen werd gekenmerkt door enkele krantenstrips, die binnen de eigen grenzen erg succesvol waren, maar daarbuiten geen potten braken. Enkel Suske en Wiske van Willy Vandersteen werd echt bekend buiten Vlaanderen. Pas na 2000 stond er een nieuwe generatie Vlaamse stripauteurs op, die internationaal erkenning kreeg, met als boegbeelden Brecht Evens en Pieter De Poortere.

## Geschiedenis
In 1911 verscheen in Vlaanderen het Mannekensblad met onder meer gags en tekststrips van W. Seghers. En in datzelfde jaar verscheen Kindervriend, met Engelse en Franse tekststrips. De naar Nederland uitgeweken Vlaming George Van Raemdonck creëerde in 1922 voor het Nederlandse Het Volk de strip Bulletje en Bonenstaak.
De eerste grote figuur van de Belgische strip was Georges Rémi, Hergé. Die tekende vanaf 1926 tekststrips voor een katholiek scoutsblad. In 1929 brak hij met het humorgenre en creëerde hij de avonturenstrip Kuifje voor de krant Le Vingtième Siècle. Dit was een onmiddellijk succes en Hergé zou later aan de wieg staan van de tekenstijl 'de klare lijn'.
In 1936 verscheen het stripblad Bravo, dat voornamelijk vertaalde Amerikaanse strips bracht. Ook het in 1938 gecreëerde Robbedoes publiceerde aanvankelijk veel Amerikaanse strips. De lage kostprijs van de Amerikaanse strips verhinderde voor een groot deel dat Belgische auteurs kansen krijgen. In de loop van de jaren 1930 verschenen er ook steeds meer strips in het katholieke blad Zonneland / Petits Belges.  Dat ging aanvankelijk om tekststrips tot Jijé in 1939 de strip Blondie en Blinkie creëert. Jijé stapte datzelfde jaar over naar Robbedoes en werd de bepalende auteur van dat blad.
Door de Tweede Wereldoorlog viel de aanvoer van Amerikaanse strips stil en Belgische auteurs als Jacques Laudy, Sirius en E.P. Jacobs kregen meer kansen. In 1945 verscheen voor het eerst Ons Volkske, en Marc Sleen werd hoofdredacteur en de voornaamste tekenaar van dit weekblad. Ook de jonge Willy Vandersteen tekende er historische verhalen.

### Toonaangevend

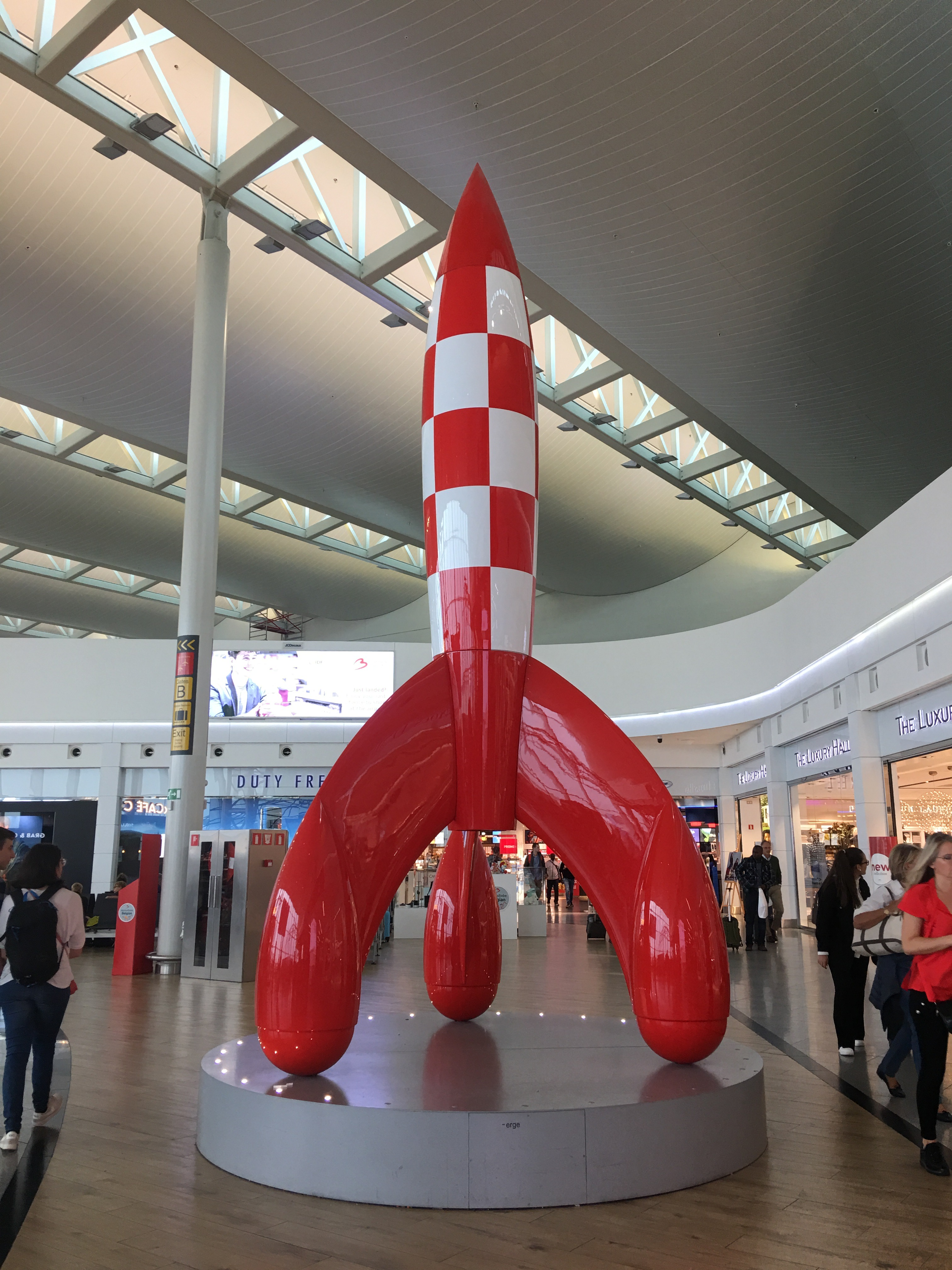
De maanraket van Kuifje in Brussels Airport

In 1946 werd het stripblad Kuifje / Tintin opgericht door Raymond Leblanc, baas van uitgeverij Le Lombard, rond de toen al erg succesvolle stripfiguur Kuifje. In het eerste nummer kon men Kuifje en de Zonnetempel van Hergé lezen en strips van Laudy, Paul Cuvelier en E.P. Jacobs. Later volgden auteurs als Tibet, Jacques Martin, Craenhals en ook Vandersteen. Het blad was een groot succes, trok in 1948 naar de Franse markt en kende op een bepaald moment een wekelijkse verkoop van 650.000 exemplaren. Ook Spirou (Robbedoes) was in 1946 naar Frankrijk getrokken. Jijé liet zich omringen door jonge tekenaars die een eigen optimistische tekenstijl ontwikkelden, als André Franquin, Will en Peyo. Kuifje en Robbedoes brachten na de oorlog een stripindustrie op gang en trokken tekentalent aan, niet alleen uit België maar uit heel Europa. De Franco-Belgische stripstijl werd in die context geboren. De jaren 1960 vormden het hoogtepunt van het Belgische exportmodel. Weekblad Kuifje werd vertaald en uitgegeven in een tiental landen, tot in Turkije en Argentinië toe. Belangrijk daarbij waren de hoofdredacteuren. Yvan Delporte was hoofdredacteur van Robbedoes tijdens de gloriedagen van het blad en hij bood kansen aan nieuw talent en liet het blad evolueren met de tijd. Hetzelfde gold voor Greg bij Kuifje.

### Volwassen
Toch was een aantal stripmakers, waaronder de Belgische scenarist Jean-Michel Charlier, in 1959 het nieuwe blad Pilote gestart. In dit Franse blad was er meer ruimte voor experiment, zeker met René Goscinny als hoofdredacteur. Veel van de tekenaars van het blad waren Belgen, zoals Morris, Mitacq, Victor Hubinon, Eddy Paape en Tillieux. Het blad richtte zich steeds meer op volwassen lezers en na een tijd volgden andere, meer volwassen striptijdschriften in Frankrijk. De Belgische uitgevers reageerden traag op dit nieuwe fenomeen. In 1978 volgde de Doornikse uitgeverij Casterman met de lancering van À Suivre, met volwassen stripromans. In 1980 volgt er een Nederlandstalige versie Wordt vervolgd. Naast internationale sterren Pratt en Manara, Muñoz en Sampayo kregen ook Belgische auteurs hun kans: Servais, Sokal, Schuiten, Comès, Jan Bosschaert, Johan De Moor en Erika Raven. Daarnaast waren er enkel de efemere tijdschriften Curiosity Magazine (1972) en Le grand journal illustré (1982) van Michel Deligne.
In de jaren 1970 waren de Belgische stripbladen dringend toe aan verandering. Le trombone illustré, een bijlage van Spirou, lanceerde onder meer German en wij van Jannin en publiceerde het pessimistische Zwartkijken van Franquin. In Kuifje verschenen een nieuw soort striphelden, Buddy Longway en Jonathan, van de Zwitsers Derib en Cosey. Het zijn mensen met hun kleine kantjes en met echte problemen. De stripdramaturgie kreeg hierdoor een nieuw elan en andere strips als Theodoor Cleysters en Ragebol volgden. Te vermelden waard zijn ook enkele Waalse striptekenaars die streekgebonden, kwalitatieve strips maakten, zoals Didier Comès, Jean-Claude Servais en René Hausman.

### Van magazine naar album
In de jaren 1980 verloren de stripbladen hun leidende rol aan stripalbums. De stripbladen dienden steeds meer tot pre-publicatie van albums en verloren zo hun relevantie en hun publiek. In 1989 werd Wordt Vervolgd stopgezet en in 1997, na een lange doodstrijd, volgde À Suivre. Ook Tintin / Kuifje verdwenen. Kuifje verdween in 1993, maar al enkele maanden later verscheen het eerste nummer van het Suske en Wiske-weekblad van Standaard Uitgeverij. Maar in 2004 gaf het er al de brui aan. Ink, een Nederlandstalig blad voor jong talent opgericht in 2000, hield na vier jaar en amper 16 nummers op te bestaan.
Tot het einde van de jaren 1960 verschenen er maar spaarzaam stripalbums, van de meest bekende stripreeksen uit de tijdschriften. Maar geleidelijk aan werd de productie van stripalbums opgedreven. In Franstalig België concurreerden de grote uitgeverijen Dupuis, Le Lombard en Casterman met de Franse zoals Dargaud. Er kwam stilaan ook vernieuwing. Uitgeverij Dupuis startte de collectie Vrije Vlucht, waarin bekende en ook minder bekende auteurs vrij spel kregen, buiten een reeks om. In 1994 volgde Le Lombard dat voorbeeld met de collectie Gesigneerd.

### Vlaamse familiestrips

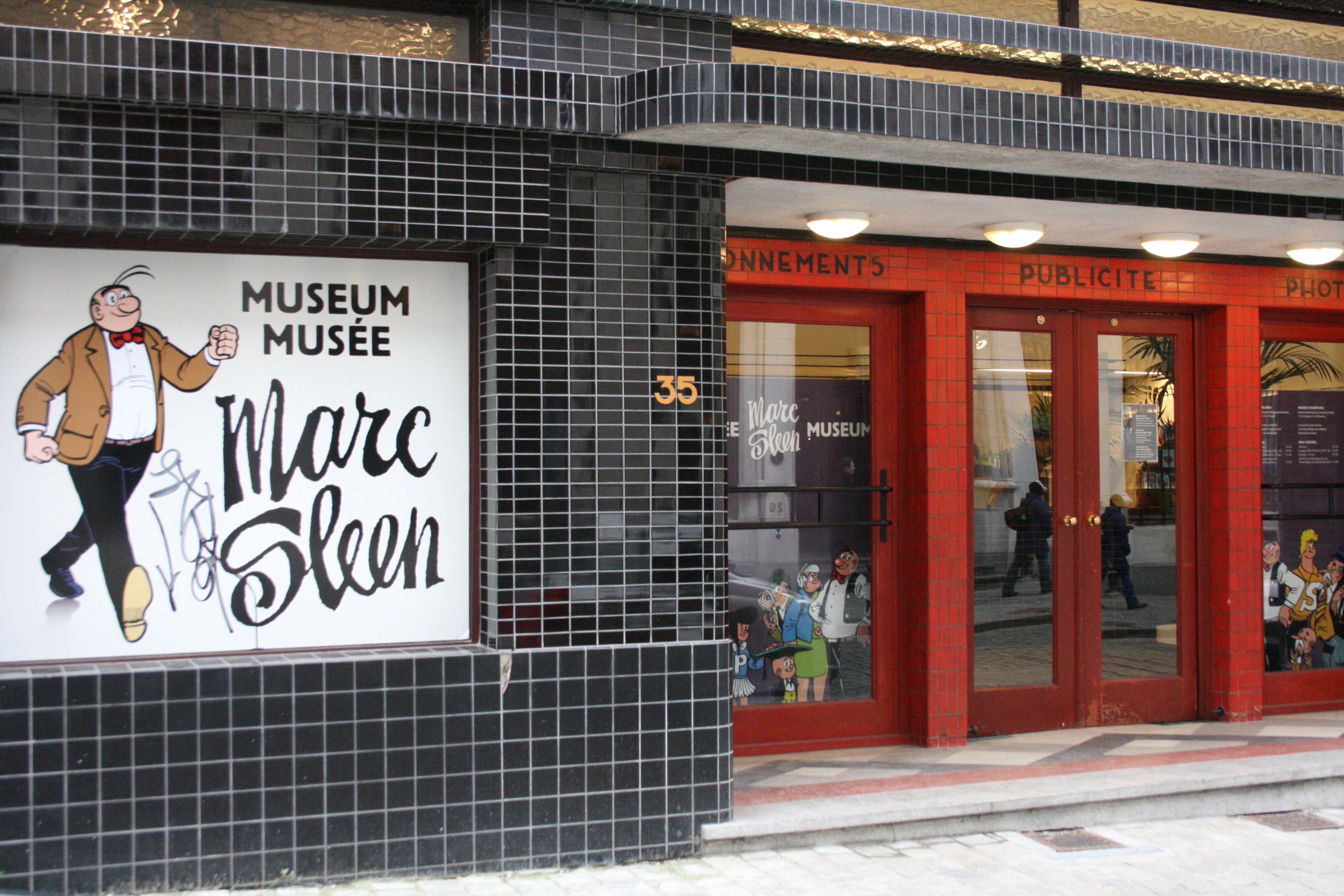
Marc Sleen Museum

In Vlaanderen waren Suske en Wiske (1945), Nero (1951), Jommeke (1955) en laatkomer De Kiekeboes (1977) toonaangevend. Willy Vandersteen bouwde een heuse tekenstudio uit, die stripreeksen als De Rode Ridder, Bessie en Robert en Bertrand produceerde. Er volgde zelfs een belangrijke productie voor de grote Duitse markt. Enkel Suske en Wiske van Willy Vandersteen kreeg door de voorpublicatie in Tintin en de doorbraak in Nederland een internationale uitstraling. Andere bekende Vlaamse stripreeksen als Jommeke, De Rode Ridder en Nero slaagden er niet in door te breken in andere talen. De redenen hiervoor? De strips verschenen in kranten en richtten zich ook tot deze doelgroep met een lokale humor en thematiek. In de Vlaamse strips speelden (vaak gekunstelde) families de hoofdrol. Naast deze krantenstrips wordt de Vlaamse stripscène gekenmerkt door zogenaamde vedettestrips waarin bekende Vlamingen de hoofdrol spelen. Vaak zijn die een kort leven beschoren, maar strips als Urbanus (rond de komiek Urbanus, maar waarin een hele eigen wereld is gecreëerd) en F.C. De Kampioenen (naar de televisiereeks) bleken blijvers te zijn.

### Nieuwe Vlaamse strip
Na 2000 stond in Vlaanderen een nieuwe generatie stripauteurs op. Geboren in een regio getekend door het aanzienlijke succes van de familiestrip lieten ze zich eerder eerder inspireren door buitenlandse invloeden. Door de start van stripopleidingen ontstond een artistieke diversiteit in vorm en inhoud, met auteurs die zonder schroom de wereld van het stripverhaal wilden veroveren. Stripmakers als Judith Vanistendael, Brecht Evens, Nix, Pieter De Poortere en Simon Spruyt werden vertaald in meerdere talen. Dit succes werd mede mogelijk gemaakt door het Vlaams Fonds voor de Letteren, dat vanaf 2002 beurzen en steun voor vertalingen en internationale promotie toekende.

## Karakteristieken
In tegenstelling tot de vroege Franse strips, hadden de Belgische strips een sterke katholieke identiteit. Hergé publiceerde in het uitgesproken katholieke blad Le Vingtième Siècle en ook Joseph Gilain (Jijé) debuteerde in 1935 in het katholieke Le Croisé. Ook de vroege Vlaamse strips verschenen in de katholieke pers: Willy Vandersteen in de De nieuwe Standaard en Jef Nys in Kerk en Leven. Van 1943 tot 1960 verschenen meer dan 100 katholieke stripalbums in België. Na de Tweede Wereldoorlog begonnen de Belgische strips aan de verovering van de grote Franse markt, met als uithangborden de bladen Spirou (Robbedoes) en Tintin (Kuifje). Bij de verovering van de Franse markt werd de katholieke identiteit afgezwakt. Universele, burgerlijke waarden kwamen in de plaats, want de uitgaven moesten wel voldoen aan de voorwaarden van de Franse censuurwet op publicaties voor de jeugd van 1949. Verder moest de Belgische identiteit wijken; stilaan verdwenen typisch Belgische verhalen zoals De leeuw van Vlaanderen van Bob De Moor (1949), Godfried van Bouillon van Sirius (1950) of Tijl Uilenspiegel van Vandersteen (1951). Ze werden gezien als te Belgisch voor de Franse markt en kregen geen navolging. En toen Vandersteen de kans kreeg zijn Suske en Wiske te laten publiceren in Tintin, paste hij het te volkse karakter van zijn personages aan. Wiske kreeg een nieuwe coupe, Lambik werd serieuzer en voor Tante Sidonia, Jerom of Schanulleke was er geen plaats meer. Hetzelfde gebeurde met Suske en Wiske nadat deze strip in Nederland werd uitgebracht: de personages verloren hun Antwerpse accent.
Op inhoudelijk vlak waren de Belgische stripmakers grootgebracht met de feuilletonromans van de 19e eeuw. Vandersteen, Vernes, Charlier, Greg, Duchâteu, Van Hamme, Desberg en Lapière schreven hun scenario's in deze traditie. Maar de Franstalige strip werd stilaan volwassen en vertolkte het sociaal en politiek engagement van de auteurs. Ook op esthetisch gebied brak de strip met gestandaardiseerde pagina-indelingen en kleurtechnieken en bood nieuwe mogelijkheden aan virtuoze tekenaars en aan het experiment.

## Culturele erkenning

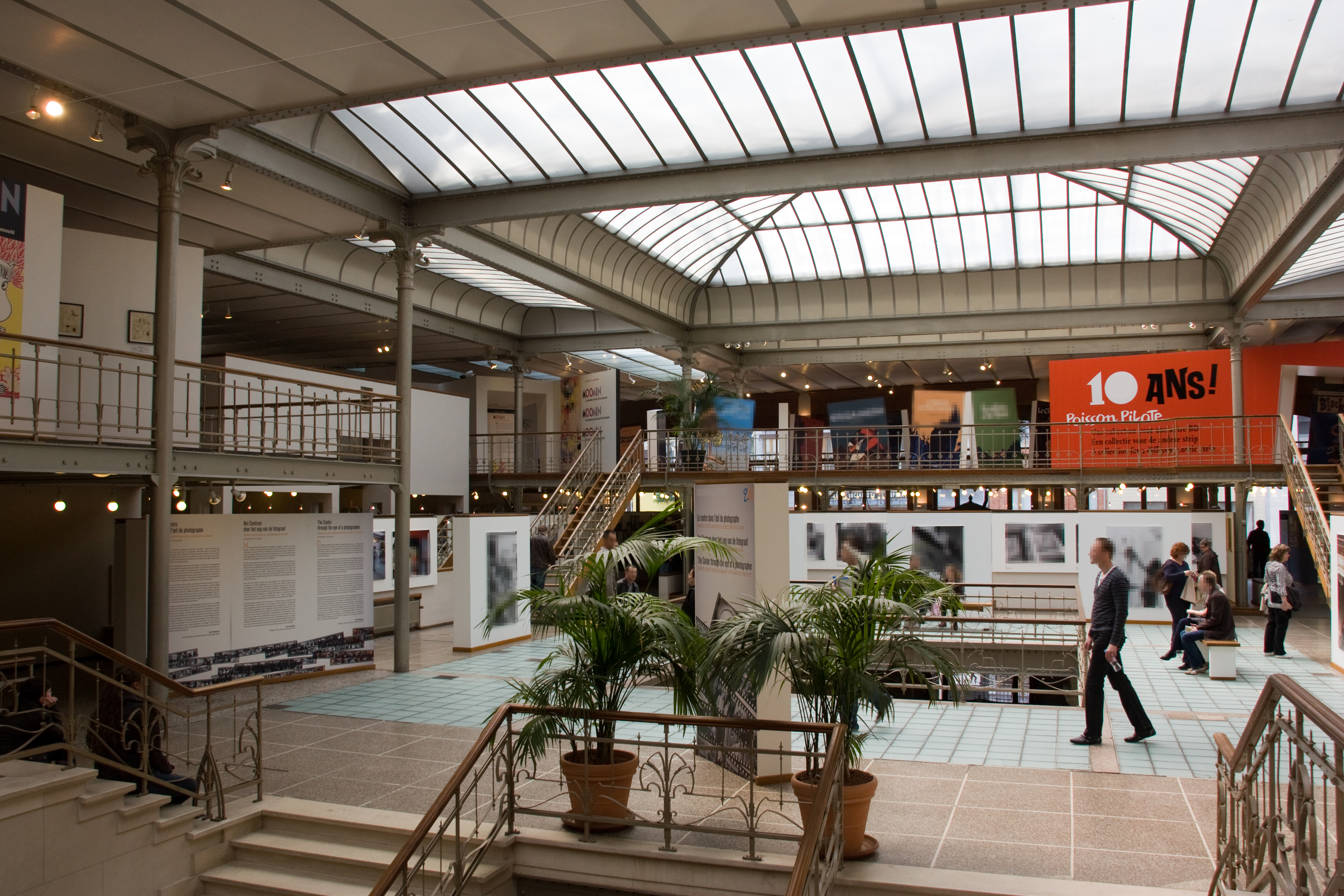
Het Belgisch Stripcentrum (2010)

Het Belgisch Centrum voor het Beeldverhaal, later Stripmuseum, opende in 1983 de deuren in Brussel. Het was het eerste in zijn genre en werd een begrip in de Europese stripwereld met zijn enorme bibliotheek, pedagogische dienst en zijn ambitieuze exposities. Andere stripmusea openden rond specifieke stripauteurs (Jijé, Marc Sleen, Hergé).
Een ander fenomeen waaruit de culturele uitstraling van de Belgische strip blijkt zijn de speciale postzegels, stripmuren en standbeelden.